# Куопиоская и Карельская митрополия
Куопиосская и Карельская митрополия (фин. Kuopion ja Karjalan hiippakunta) — епархия Финляндской православной церкви Константинопольского патриархата с центром в городе Куопио, административно входящая в состав Финляндской архиепископии.

## История
Епархия учреждена в 1923 году путём деления существовавшей исторически Выборгской и Финляндской епархии Русской православной церкви. Первоначально существовала в виде викариатства, а затем как самостоятельная церковно-административная структура.
С 1955 года центром архиепископии является город Куопио. 28 ноября 2012 года на церковном соборе Финляндской архиепископии был поднят вопрос о переносе архиепископии из Куопио в Хельсинки.
10 октября 2017 года коллегия Церковного Управления одобрила вынесение вопроса о переносе архиепископской кафедры из Куопио в Хельсинки на рассмотрение делегатов Поместного собора, который состоялся 27—29 ноября 2017 года. Собор утвердил перенос кафедры предстоятеля в Хельсинки с 1 января 2018 года.

### Приходы Карельской епархии по состоянию на 1920-е годы
| Название прихода       | Центральный город | Илл. | Илл. | Илл. | Название церкви                                                             |
| ---------------------- | ----------------- | ---- | ---- | ---- | --------------------------------------------------------------------------- |
| Питкярантский приход   | Питкяранта        |      |      |      | Вознесенская церковь                                                        |
| Мантсинсаарский приход | Салми (?)         |      |      |      | Крестовоздвиженский храм                                                    |
| Суоярвский приход      | Суоярви           |      |      |      | Петропавловская церковь                                                     |
| Аннантехтанский приход | Суоярви           |      |      |      |                                                                             |
| Суйстамский приход     | Суйстамо          |      |      |      | Никольский храм (1884)                                                      |
| Корписельский приход   | Корписелкя        |      |      |      | Свято-Николаевская церковь (1884) Петропавловская церковь Ильинская часовня |
| Йоэнсууский приход     | Йоэнсуу           |      |      |      | Церковь Святителя Николая (1887)                                            |
| Тайпалский приход      | Вииниярви         |      |      |      | Богородице-Тихвинская церковь Иоанно-Предтеченская церковь в Полвиярви      |
| Палкелский приход      | Палкеала          |      |      |      | Андреевская церковь (Палкеала)                                              |
| Тиурульский приход     | Тиурула           |      |      |      | Церковь преп. Серафима Саровского                                           |
| Нейшлотский приход     | Нейшлот           |      |      |      | Церковь св. прор. Захарии                                                   |
| Иломантский приход     | Иломантси         |      |      |      | Церковь св. прор. Илии                                                      |
| Куопиоский приход      | Куопио            |      |      |      | Никольский собор                                                            |
| Кительский приход      | Кителя            |      |      |      | Церковь прор. Илии                                                          |
| Салминский приход      | Салми             |      |      |      | Свято-Никольская церковь (1826)                                             |
| Сердобольский приход   | Сердобль          |      |      |      | Петропавловский собор Иоанно-Богословская церковь Никольская церковь        |
| Кексгольмский приход   | Кексгольм         |      |      |      | Церковь Рождества Богородицы Всехсвятская церковь (1892)                    |

## Приходы
Административно архиепископия делится на одиннадцать приходов-благочиний, которые, в рамках регионов, объединяют главный храм и несколько приписных церквей и часовен.
- Приход Йоэнсуу[фин.]
- Приход Йювяскюля[фин.]
- Приход Куопио[фин.]
- Приход Саймаа[фин.]
- Приход Тайпале[фин.]

## Монастыри
- Ново-Валаамский монастырь (мужской)
- Линтульский монастырь (женский)

## Управляющие
- Герман (Аав) (8 июля 1923 — 1 июля 1960)
- Павел (Олмари) (29 августа 1960 — 16 сентября 1987)
- Иоанн (Ринне) (15 октября 1987 — 30 сентября 2001)
- Лев (Макконен) (25 октября 2001 — 1 января 2018)
- Лев (Макконен) в/у (1 января — 29 ноября 2018)
- Арсений (Хейккинен) (с 29 ноября 2018)

## Викариатства
- Йоэнсууйское (недейств.)
- Лапландское (недейств.)